# 馬盧庫弗洛里鄉
45°09′N 25°12′E / 45.150°N 25.200°E
馬盧庫弗洛里鄉（羅馬尼亞語：Comuna Malu cu Flori, Dâmbovița），是羅馬尼亞的鄉份，位於該國南部，由登博維察縣負責管轄，面積23平方公里，海拔高度600米，2007年人口2,552，人口密度每平方公里112人。